# Estadio GNP Seguros
L’ Estadio GNP Seguros est un stade de baseball situé à Mexico au Mexique.

## Histoire
Cette enceinte inaugurée en 1993 est utilisée comme stade de baseball depuis le 2 juin 2000. Les Diablos Rojos del México, club le plus titré du sport professionnel mexicain, y évolue depuis 2000. Elle est utilisée à l'occasion de la Classique mondiale de baseball 2009.
Ce stade reçoit traditionnellement les grands concerts rock à Mexico depuis 1993. Parmi les artistes qui se sont produits au Foro Solo, on citera Paul McCartney, Depeche Mode, Madonna, Britney Spears, Lady Gaga, Bruno Mars, Pink Floyd, The Rolling Stones, U2, Coldplay, Metallica, Aerosmith, Iron Maiden, Guns N' Roses, Kraftwerk, Blackpink, One Direction et Taylor Swift notamment.
À la suite de différents aménagements, le stade est aujourd'hui intégré à l'Autódromo Hermanos Rodríguez, circuit automobile accueillant notamment la Formule 1, le championnat du monde d'endurance FIA et la Formule E. Les matches de baseball des Diablos Rojos del México se déroulent désormais dans un nouveau complexe l'Estadio Alfredo Harp Helú (en) situé à l'intérieur du circuit à quelques centaines de mètres.

## Dimensions

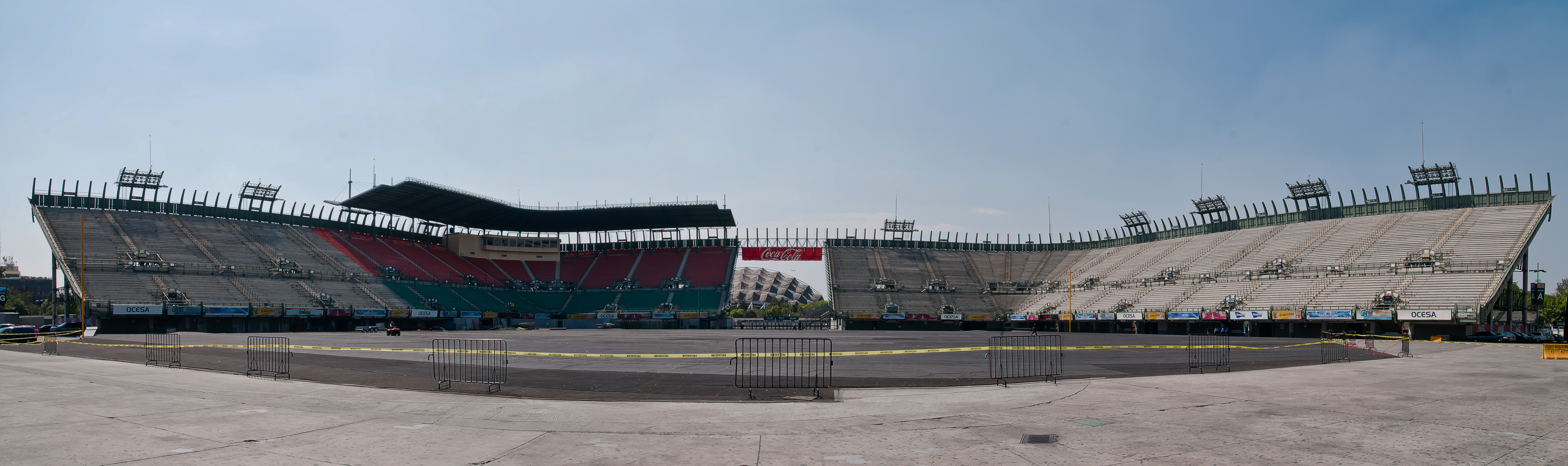
Panoramique de Foro Sol

- Champ gauche : 326 ft
- Champ centre : 417 ft
- Champ droit : 333 ft